# Burg Trossingen (Sattlersbühl)
Die Burg Trossingen, auch Sattlersbühl genannt, ist eine abgegangene Burg im Gemeindegebiet der Stadt Trossingen im Landkreis Tuttlingen (Baden-Württemberg).
Die nicht auffindbare Burg unbekannter ständischer Zuordnung wurde im 15. Jahrhundert zerstört.